# John Pearson (labdarúgó-játékvezető)
John Pearson (Crewe, 1868. január 25. – 1931. június 22.) angol nemzetközi labdarúgó-játékvezető.

## Pályafutása

### Labdarúgóként
Labdarúgó pályafutását szülővárosában Creweben töltötte. Ifjúsági játékosként 1881–1886 között, felnőttként 1886–1895 a Crewe Alexandra egyesületben játszott. Játéktudását figyelembe véve 1892-ben egy alkalommal az angol válogatottban is bemutatkozhatott, az Anglia–Írország (2:0) találkozón. Az első ligában mindössze 12 találkozón szerepelt, mert megsérült és labdarúgó pályafutását befejezte.

### Labdarúgó-játékvezetőként

#### Nemzeti játékvezetés

##### Nemzeti kupamérkőzések
Vezetett Kupa-döntők száma: 1

###### FA kupa
1911-ben az Angol Labdarúgó-szövetség Játékvezető Bizottsága szakmai munkájának elismeréseként felkérte, a Bradford City–Newcastle United (0:0) kupadöntő irányítására.

#### Nemzetközi játékvezetés
Az Angol labdarúgó-szövetség Játékvezető Bizottsága terjesztette fel nemzetközi játékvezetőnek, a Nemzetközi Labdarúgó-szövetség (FIFA) bíróinak keretébe. Több válogatott és nemzetközi klubmérkőzést vezetett. Az első világháború kezdetéig, 1914-ig vezetett nemzetközi találkozókat.

##### Olimpia
Az  1908. évi nyári olimpiai játékok labdarúgó tornáján a Hollandia–Svédország (2:0) bronztalálkozót irányította.
Vezetett mérkőzéseinek száma: 1

## Külső hivatkozások
- http://www.englandstats.com/matchreport.php?mid=45 Archiválva 2011. július 9-i dátummal a Wayback Machine-ben